# KV51
KV51, acrònim de l'anglès King's Valley, és una tomba egípcia de l'anomenada Vall dels Reis, situada a la riba oest del riu Nil, a l'altura de la moderna ciutat de Luxor. Va ser descoberta en 1906 per Edward Ayrton quan treballava al servei de Theodore Davis, però el seu emplaçament s'ha perdut en l'actualitat en una muntanya de runa. Així i tot, sabem que s'hagi molt a prop de KV50 i KV52, també desaparegudes en el triangle format per KV35, KV36 i KV49.
Com els seus bessones les tombes número 50 i 52, KV51 és una de les Tombes d'Animals, sepulcres de la Vall dels Reis en què es van trobar, en el moment del seu descobriment, restes d'animals momificats. Però el realment curiós d'aquestes tombes és que eren aquests animals els autèntics destinataris del lloc, el que implica que almenys un faraó de llavors tenia tant afecte a les seves mascotes que va voler que li acompanyessin a l'altra vida, donant-los més un lloc de descans etern privilegiat. Doncs cal recordar que, encara que no només van ser monarques els enterrats a la Vall dels Reis, és realment excepcional que un personatge no pertanyent a la família reial tingués una tomba en aquell lloc-i encara més, un animal.
La KV51 és la major de les tombes d'animals, i l'única completament excavada i amb les parets polides. Això sí, com la immensa majoria de les tombes no reals de la Vall, no té decoració. Segons l'informe d'Ayrton, el sepulcre no és més que un pou d'entrada (A) seguit d'una habitació rectangular (B) de gairebé setze metres quadrats, on es van trobar les mòmies dels curiosos propietaris del lloc: tres micos, tres ànecs, un ibis i un babuí, tots ells excel·lentment momificats, però lliures dels seus embolcalls. Pel que sembla la visió del babuí era colpidora, donat el seu excel·lent estat de conservació i la seva gens menyspreable mida.
Els animals havien estat enterrats amb el seu propi aixovar funerari, però com gairebé totes les tombes de la Vall dels Reis, KV51 havia estat desvalisada ja en l'antiguitat. Així i tot, es van poder recollir fragments d'una caixa de gots d'estuc i algunes petites joies que estaven encara sobre els cossos d'algunes de les mòmies. Pel que fa a qui va poder ser el monarca que va disposar d'un enterrament així per a algunes de les seves mascotes, encara queda el dubte, ja que no hi ha cap menció seva. L'estil del lloc sembla correspondre a la dinastia XVIII, i el candidat més raonable és el faraó Amenhotep II, la tomba es troba a pocs metres de distància de les tres tombes